# Prawosławie w Hongkongu
Obecność prawosławia w Hongkongu związana jest z działalnością rosyjskiej misji prawosławnej na terytorium Chin. Misjonarze wchodzący w skład tej grupy podejmowali pracę również na obszarze Hongkongu.  Od 1933 do 1970 działała tam parafia, której proboszczem był ks. Dionizy Uspienski. Od 1996 nad prawosławnymi mieszkańcami Hongkongu opiekę sprawuje parafia św. Łukasza podległa metropolii Hongkongu i południowo-wschodniej Azji. Również parafia Świętych Piotra i Pawła (w jurysdykcji Rosyjskiego Kościoła Prawosławnego) wznowiła działalność.

## Rosyjski Kościół Prawosławny
Praca kapłanów prawosławnych w Hongkongu przybrała bardziej zorganizowaną formę po rewolucji październikowej, kiedy liczna grupa rosyjskich emigrantów osiedliła się na tym terytorium. W 1933 stojący na czele misji rosyjskiej biskup Wiktor (Swiatin) wysłał ks. Dionizego Uspienskiego do stałej służby duszpasterskiej w Hongkongu, wśród Rosjan pracujących w brytyjskich przedsiębiorstwach. Ze względu na brak wolno stojącej cerkwi tymczasową świątynią parafii był wynajmowany od parafii anglikańskiej kościół św. Andrzeja. Ks. Uspienski udawał się również w celach duszpasterskich do Makau i na Filipiny.
Po kilku latach parafia prawosławna w Hongkongu podjęła starania na rzecz wzniesienia cerkwi, do czego ostatecznie nie doszło z powodu wybuchu II wojny światowej. Po zakończeniu tego konfliktu spory wewnętrzne doprowadziły do rozłamu we wspólnocie prawosławnej w Hongkongu: część wiernych pozostała w jurysdykcji Rosyjskiego Kościoła Prawosławnego, część zaś przyłączyła się do Patriarchatu Konstantynopolitańskiego. Równocześnie liczba prawosławnych w Hongkongu nadal spadała, gdyż większość Rosjan opuściła kontynent azjatycki, by udać się do Australii lub do Ameryki. W 1955 w liście do biskupa Wiktora ks. Uspienski pisał, że od początku jego pracy w Hongkongu liczba wiernych spadła z 300–350 osób do 80. Twierdził jednak, że zachowanie parafii jest konieczne. 
Po wyjeździe rosyjskich misjonarzy z Chin w 1955 wierni parafii w Hongkongu, niemal wyłącznie Rosjanie, odmówili podporządkowania się hierarchii Chińskiego Kościoła Prawosławnego, na czele której stał Chińczyk z pochodzenia, biskup Bazyli (Yao). Parafianie konsekwentnie odmawiali również zwrócenia się do patriarchy Moskwy o nadanie statusu stauropigii, nawet wtedy, gdy w 1968 stale pracujący w Hongkongu ks. Dionizy Uspienski pragnął odejść na emeryturę. W roku następnym, w czasie swojego pobytu w Hongkongu, parafię odwiedził biskup Rosyjskiego Kościoła Prawosławnego Juwenaliusz (Pojarkow). Dzięki temu wspólnota mogła nawiązać kontakt z patriarchatem moskiewskim. Jednak nawet mimo faktu, że Kościół Rosyjski w pozytywny sposób oceniał działalność duszpasterską ks. Uspienskiego i pragnął udzielić wspólnocie wsparcie (kilku biskupów uczestniczyło w 1969 w pogrzebie wieloletniego proboszcza parafii), parafianie postanowili nie ubiegać się o pomoc finansową patriarchatu ani o wyznaczenie nowego kapłana, co było równoznaczne z zamknięciem domowej cerkwi Świętych Piotra i Pawła i faktycznym zakończeniem prawosławnej działalności duszpasterskiej w Hongkongu. Decyzja ta zapadła 7 czerwca 1970. Jesienią tego samego roku świątynię zamknięto, a utensylia cerkiewne odesłano do Australii. W późniejszym czasie parafia wznowiła działalność; jej obecnym (2014) proboszczem jest ks. Dionizy Pozdniajew.

## Patriarchat Konstantynopolitański
Od 1996 nad prawosławnymi mieszkańcami Hongkongu opiekę sprawuje parafia św. Łukasza podległa metropolii Hongkongu i południowo-wschodniej Azji.